# Oh mia bela Madunina
"Oh mia bela Madunina" (conhecida em todo o mundo como "Madunina") é uma canção popular em dialeto milanês escrita por Giovanni D'Anzi, e Alfredo Bracchi em 1935.
A Madonnina de que se fala é a estátua de ouro colocada no topo do Duomo de Milão. Com o tempo, essa música se tornou o símbolo da capital lombarda.

## Regravações notáveis
- 1956 – Evelina Sironi e Alberto Rabagliati em I Canzon De "La Madonina"
- 1963 – Tito Gobbi
- 1970 – Nanni Svampa em Milanese. Antologia della canzone lombarda - Volume 4: Le canzoni della Madonina
- 1980 – Memo Remigi em Grand'amore LP/Ricordi
- 1981 – Squallor em Mutando
- 1997 – Luciano Tajoli em Luciano Tajoli canta I Grandi Autori Vol. 1
- 2018 – Antonella Ruggiero em "Quando facevo la cantante" - CD 1 "La canzone dialettale e popolare"

## Bibligrafía
- Giovanni D'Anzi, Le canzoni milanesi, Milano, Curci, 1961.